# Johannes av Tella
Johannes av Tella (eller Johannes Bar Qursos), född 483, död 538, var munk och biskop i den syriska kyrkan.  Johannes var en stor förespråkare av måttlig monofysitism. Hans modersmål var syriska, men han studerade grekiska för att kunna arbeta i den bysantinska ordningen. 
Han influerades att bli munk genom att läsa om Teklas gärningar.  Han kom småningom att studera på klostret som grundats av Gregorios av Nazianzos.

Johannes tjänade som biskop av Tella, vilket ligger nära dagens Aleppo. Han blev biskop 519. Han visade tydligt motstånd till odugliga, rika män som vinner sitt prästämbete genom mutor. 521 avsade sig Johannes sitt uppdrag som biskop, så att han lättare kunde fortsätta sitt asketiska liv.  Hans starkaste bidrag till kyrkan, var att viga många prästar och biskopar i opposition till att kalcedonierna gjorde uppbrottet mellan dem och monofysiterna till en schism.